# Xavier Bacacorzo
Xavier Bacacorzo (nacido el 8 de enero de 1930 y fallecido el 25 de abril de 2025 en Arequipa, Perú) Intelectual peruano. Reconocido escritor, crítico literario, poeta y artista arequipeño.

## Reseña biográfica
Hermano menor del poeta Jorge Bacacorzo y del historiador y jurista Gustavo Bacacorzo. Se casó con la artista María Esther Basurco en 1973. Su infancia transcurrió en Lima y a los seis años retornó a su tierra natal. Realizó sus estudios superiores en la Facultad de Letras de la Universidad Nacional de San Agustín, donde fue catedrático por muchos años. Asimismo, se preparó en la Escuela de Bellas Artes Carlos Baca Flor.
Tuvo amistad con importantes personajes de la época como: Alberto Hidalgo, Pablo Neruda, Francisco Mostajo, entre otros. Integró y fundó un movimiento cultural en Arequipa liderado por su hermano Jorge Bacacorzo denominado Avanzada Sur. 
Autor de libros de carácter histórico-literario.